# Suiza en los Juegos Olímpicos de México 1968
Suiza estuvo representada en los Juegos Olímpicos de México 1968 por un total de 85 deportistas que compitieron en 12 deportes.  
El portador de la bandera en la ceremonia de apertura fue el jinete Paul Weier.

## Medallistas
El equipo olímpico suizo obtuvo las siguientes medallas:
| Nombre                                                                              | Deporte           | Competición                      |
| ----------------------------------------------------------------------------------- | ----------------- | -------------------------------- |
| Oro                                                                                 |                   |                                  |
| —                                                                                   |                   |                                  |
| Plata                                                                               |                   |                                  |
| Bernard Dunand Louis Noverraz Marcel Stern                                          | Vela              | 5.5 Metre M                      |
| Bronce                                                                              |                   |                                  |
| Xaver Kurmann                                                                       | Ciclismo en pista | Persecución ind. M               |
| Henri Chammartin (Wolfdietrich) Marianne Gossweiler (Stephan) Gustav Fischer (Wald) | Hípica            | Doma por eqs.                    |
| Peter Bolliger Jakob Grob Denis Oswald Hugo Waser Gottlieb Fröhlich (t)             | Remo              | Cuatro con timonel (M4+) M       |
| Kurt Müller                                                                         | Tiro              | Rifle en tres posiciones 300 m M |